# Lafresnaya lafresnayi
Il colibrì di Lafresnay (Lafresnaya lafresnayi Boissonneau, 1840), noto anche come petto di velluto, è un uccello della famiglia Trochilidae, unica specie del genere Lafresnaya.

## Tassonomia
Questa è l'unica specie del genere Lafresnaya (Bonaparte, 1850). Inizialmente era incorporato nel genere Trochilus, e, successivamente, in Calothorax. Fu Charles Lucien Bonaparte a introdurre Lafresnaya che, nonostante fosse poi sostituito da Entima ed Euclosia, ha finito per prevalere ed è il nome ancora oggi valido.
Sono riconosciute 6 sottospecie:
- L. l. liriope (Bangs, 1910), Sierra Nevada de Santa Marta nella Colombia nord-orientale;
- L. l. longirostris (Schuchmann, Weller & Wulfmeyer, 2003), Colombia centro-occidentale;
- L. l. greenewalti (Phelps & Phelps Jr., 1961), territori a est e a sud-est del Lago Maracaibo nel Venezuela nord-occidentale;
- L. l. lafresnayi (Boissonneau, 1840), Colombia centro-orientale e territori a ovest e a sud-ovest del Lago Maracaibo nel Venezuela nord-occidentale;
- L. l. saul (Delattre & Bourcier, 1846), Colombia sud-occidentale, Ecuador e Perù settentrionale;
- L. l. rectirostris  (Berlepsch & Stolzmann, 1902), Perù centrale;

Originariamente nel genere erano presenti due specie, ovvero L. lafresnayi, conosciuta con il nome di L. flavicaudata, e L. grayi, un sinonimo si L. l. saul che un tempo era riconosciuta una specie a sé stante. 
Inoltre, esistono due ulteriori sottospecie che sono generalmente considerate non valide:
- L. l. tamae (Phelps & Aveledo Hostos, 1987), considerato come sinonimo di L. l. lafresnayi;
- L. l. orestes (Schuchmann, 1999), considerato un sinonimo di L. l. rectirostris.

## Descrizione
Nella sottospecie nominale (L. l. lafresnayi) il maschio ha le parti superiori del corpo di un verde scuro splendente. Le timoniere medie sono bronzo-dorato, quelle laterali sono marroncino chiaro marginate con verde-bronzeo. La coda ha una forma biforcuta. La gola, il petto, e i fianchi, sono verde metallico, mentre l'addome è nero vellutato. Le ali, lunghe e curvate verso l'interno, raggiungono la coda e sono marrone-violaceo. Il becco, stretto, curvo, e più lungo della testa, è nero. Nella femmina le parti superiori sono verde-dorato e le timoniere bronzo-dorato. Le parti inferiori sono giallo-marroncino con macchie verdi che si intensificano sulla gola. La forma L. l. liriope ha sulle timoniere delle macchie bianche sotto le parti scure e si differenzia per il becco più diritto. L.l. longirostris differisce, invece, per il becco molto più curvato, la parte superiore della coda che ha una tonalità meno bronzata e assume una colorazione che va dal grigio chiaro a marrone-giallastro. La sottospecie L. l. greenewalti ha una tonalità che tende al giallastro e meno blu-verdastro, inoltre, le timoniere sono bianche invece che gialle. L. l. saul è più grande della specie nominale, da cui si differenzia per la coda bianca e per il verde del petto che è più splendente. L. l. rectirostris differisce da quest'ultima per il verde che ha una tonalità più bronzata sul dorso e più chiara sul petto, ma anche per il becco che ha una forma più diritta.

## Biologia

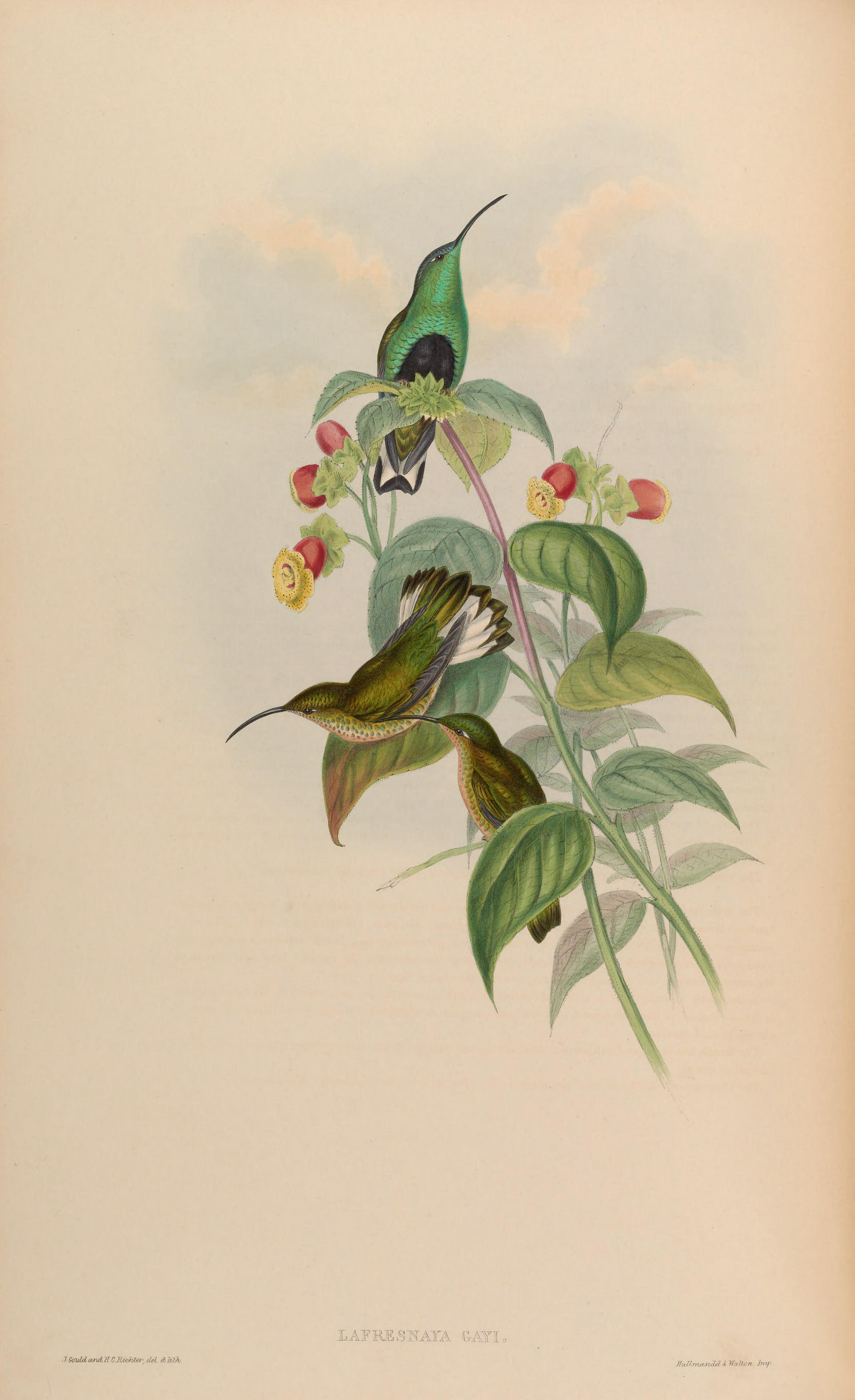
Un maschio e due femmine di L. l. saul

### Comportamento
Le femmine si muovono disordinatamente alla ricerca di cibo e sembrano non curanti della difesa del proprio territorio a differenza dei maschi che tendono a proteggere il proprio lanciandosi all'inseguimento degli intrusi. I maschi volano su un numero ristretto di posatoi situati sugli alberi, a circa 10 m, e osservano la zona circostante in silenzio e scacciando gli eventuali invasori.

### Voce
Quando si nutrono o riposano sono generalmente silenziosi, invece emettono un "seep" monosillabico durante i lunghi voli o mentre ispezionano il territorio. Gli inseguimenti sono invece accompagnati da una serie di "see-see-see-see" ripetuti velocemente.

### Alimentazione
L'alimentazione degli esemplari maschi è differente da quelli femmina, ciò è dovuto probabilmente al fatto che queste ultime hanno un becco leggermente più lungo (circa 2 mm, in alcuni casi anche 4 mm). Per questo motivo le femmine si nutrono solo del nettare di quattro generi fiori che hanno la corolla allungata: Castilleja, Symbolanthus, Pantedenia e Siphocampylus. Tre di queste (esclusa la Castilleja) non sono visitate da nessun'altra specie di colibrì così sono dipendenti dal colibrì di Lafresnay per l'impollinazione. I maschi, invece, si nutrono principalmente nelle infiorescenze delle piante di Palicourea e raramente negli esemplari piccoli di Castilleja.

### Riproduzione
Costruisce un nido a forma di coppa in una biforcazione tra i rami a circa 2 m da terra in cui depone generalmente 2 uova.

## Distribuzione e habitat
Abita nel territorio che va dal nord della Colombia, il Venezuela occidentale ed Ecuador fino al Perù settentrionale.
Vive preferibilmente in habitat umidi come le foreste montane e i pàramos delle zone tropicali e sud-tropicali delle Ande a quote che vanno dai 1250 ai 3700 m.

## Conservazione
Il numero della popolazione mondiale non è stato quantificato ma è descritto come abbastanza comune, perciò la IUCN ha classificato la specie come a basso rischio di estinzione.